# Thomas Dempster Gordon
Thomas Dempster Gordon Esq. (* 1. November 1811 in Bath, England; † 13. Dezember 1894 in Bamberg) war ein schottischer Marineoffizier und Büchersammler, der in Deutschland lebte.

## Leben
Thomas Dempster Gordon entstammte einer reichen schottischen Familie, die in Balmaghie in Kirkcudbrightshire ansässig war. Er war der Sohn des Rear Admiral of the Red James Murray Gordon (1782–1851) und der Sarah Almeria Gordon, geborene Caulfeild, verwitwete Charleton (1772–1821). Gordon diente als Captain in der Royal Navy. 
Sein Wohlstand erlaubte ihm später als Privatier häufige Reisen, die ihn seit 1849 fast jährlich in die Kurstadt Kissingen führten. Gordon heiratete 1870 Anna Hailmann, geb. Dürig (1813–1894), Witwe eines wohlhabenden Kissinger Hoteliers. Das Paar lebte später in ihrer Geburtsstadt Bamberg.

## Bedeutung
Gordons Bibliothek, in welche die zum Teil bibliophil ausgerichteten Büchersammlungen seines Vaters und weiterer Verwandter Eingang gefunden hatten, zeigte eine große Spannweite an Interessen. Sie umfasste annähernd 1.600 Werke in über 3.000 Bänden aus drei Jahrhunderten. Weitläufig ausgebaut war darin die europäische Belletristik. Daneben enthielt sie in großer Zahl Bücher zur europäischen Kultur, Geographie und Geschichte (darunter Militär- und Seefahrtsgeschichte), ferner Memoiren und Biographien von Philosophen, Staatsmännern und Militärs. Bemerkenswert ist die sprachliche Vielfalt: Vertreten sind Bücher in Englisch, Deutsch, Französisch, Italienisch, Spanisch und Russisch, aber auch in Altgriechisch und Latein. Die Bücher präsentieren sich vielfach in goldverzierten Einbänden aus England und Frankreich. Vorhanden sind zahlreiche rare Erstdrucke.
Gordons Bibliothek wurde der Königlichen Bibliothek Bamberg (heute Staatsbibliothek Bamberg) gestiftet, in deren allgemeinen Beständen sie aufgegangen ist. Über Besitzkennzeichnungen, darunter vielfach Exlibris, und Bestandslisten lässt sich die Provenienz sichern. 2001 erhielt die Staatsbibliothek Bamberg aus Bad Kissingen Ölporträts von Thomas Dempster Gordon und seiner Frau Anna, geschaffen von dem Bamberger Maler Hans Kundmüller (1837–1893).
Aus Anlass des Jubiläumskongresses der „International Association of University Professors of English“ (IAUPE) an der Universität Bamberg gab es vom 30. Juli bis 24. November 2001 in der Staatsbibliothek Bamberg die Ausstellung Die bibliophile Sammlung des Thomas Dempster Gordon (1811-1894), Captain der Royal Navy, in der Staatsbibliothek Bamberg.